# Brandán de Birr
Brandán de Birr (muerto c. 572) fue uno de los primeros  santos monásticos irlandeses. Fue monje y más tarde abad, durante el siglo VI. Es conocido como "san Brandán el Grande" para distinguirle de su contemporáneo y amigo san Brandán el Navegante de Clonfert. Fue uno  de los doce apóstoles de Irlanda, amigo y discípulo de Columba de Iona.

## De fondo
En la Irlanda cristiana temprana la tradición druida colapsó con la llegada de la nueva fe. El estudio y aprendizaje en monasterios del latín y la teología cristiana floreció. Brandán se convirtió en alumno de la escuela monástica de la abadía de Clonard. Durante el siglo VI, algunos de los religiosos más significativos en la historia del cristianismo irlandés estudiaron en el monasterio de Clonard. Se dice que el número promedio de estudiantes recibiendo instrucción en Clonard era de 3.000. Doce alumnos que estudiaron con San Finian se hicieron conocidos como los doce apóstoles de Irlanda; Brandán de Birr fue uno de ellos.

## Vida
Se dice que Brandán de Birr era de una noble familia de Munster. Fue en Clonard que Brandán se hizo amigo y compañero de Ciarán de Saigir y Brandán de Clonfert.
Fundó el monasterio de Birr en la Irlanda central aproximadamente en 540, sirviendo como su abad.  Emerge de las escrituras irlandesas tempranas como hombre de generosa hospitalidad con una reputación de santidad y espiritualidad. Fue considerado uno de los principales profetas de Irlanda. Esto se evidencia tanto en su título ('profeta de Irlanda'), como por su asistencia al sínodo de Meltown, en que Columba fue llevado a juicio por su papel en la batalla de Cúl Dreimhne en 561. Brandán habló en nombre de Columba, incitando a los clérigos reunidos a sentenciar a Columba con el exilio en lugar de la excomunión. Su amistad y apoyo a Columba resultó en importantes conexiones entre Birr y las fundaciones columbanas. Un consejero de Columba dijo que el santo tuvo una visión del alma de Brandán llevada por ángeles después de su muerte. Entonces ordenó una misa en su honor.
El día de conmemoración de Brandán de Birr es el 29 de noviembre.
El monasterio de Brandán en Birr producirá más tarde los evangelios MacRegol, actualmente conservados en la Biblioteca Bodleiana de Oxford.